# Teatro Tívoli (Ciudad de México)
El Teatro Tívoli fue un teatro de la Ciudad de México que existió de 1946 a 1963.

## Historia
Ubicado en la Primera calle de la Libertad, junto a un famoso corredor clasificado como "zona roja", durante casi 20 años fue considerado uno de los espacios predilectos para el teatro frívolo y de variedades.
En el mismo domicilio funcionó antes la Arena de box Libertad, que por iniciativa de los empresarios Iracheta y Mancini dio paso al célebre teatro, inaugurado el 12 de septiembre de 1946 con la interpretación de la revista Chofer, al Tívoli, a cargo de la Cía. de Rosita Fornés y Manuel Medel. Aunque fue continuamente criticado por sus condiciones de acústica, visibilidad, salubridad y comodidad, su programación cumplió a cabalidad con las expectativas de un público ansioso de diversión. 
El cronista urbano Armando Jiménez lo describió así: "Hubo noches en que sumaban más de 100 mujeres en escena, todas muy escasas de ropa. Era allí donde el público ampliaba y actualizaba su repertorio de albures (la más trascendental aportación de este teatro a la cultura )". 
Entre los artistas que participaron durante el auge de sus temporadas destacan Pedro Infante, Blanca Estela Pavón, Libertad Lamarque, Los Panchos, Ana María González, José Jasso, don Chicho, Oscar Pulido, Lilia Prado, Ninón Sevilla, Rosa Carmina, Katy Jurado, Olga Guillot, Toña la Negra, Agustín Lara, Néstor Meza Chaires, Rosita Quintana, Marga López,  Roberto Soto "El Panzón Soto", las hermanitas Julián, así como las orquestas de Gonzalo Curiel y Luis Arcaraz. 
Con la llegada al Departamento del Distrito Federal (hoy Gobierno de la Ciudad de México) del regente Ernesto P. Uruchurtu, diversos teatros de burlesque empezaron a desaparecer, entre ellos el Follies Bergere, al cual le siguió el Teatro Tívoli, presentando su última función, el domingo 10 de noviembre de 1963, para ser demolido el día 23 y darle paso a la prolongación del Paseo de la Reforma. Con él desapareció uno de los últimos teatros de burlesque de la Ciudad de México.